# 교통위반
교통위반(交通違反)은 넓은 의미에서 모든 종류의 교통에서 법규에 위반하는 행위이다. 일반적으로, 도로 교통법으로 따르는 경우가 많다. 교통위반에는 음주운전, 속도위반, 무면허운전 등이 있다.

## 같이 보기
- 도로교통법위반죄